# Isthmian League
L'Isthmian League (« Ligue isthmique ») est une ligue anglaise de non-League football couvrant les régions de Londres et du Sud-Est de l'Angleterre. La ligue regroupe 3 championnats : la Premier Division classée au niveau 7 du système pyramidal anglais et les divisions One North et One South toutes deux classées au niveau 8.

## Historique

Localisation de l'Isthmian Football League.

La ligue, qui a d'abord été un championnat, fut fondée en 1905 avec pour objectif de répondre aux attentes du football amateur. Les champions ne recevaient aucun trophée, la politique de l'époque était que seul l'honneur suffisait. Les clubs avec peu de moyens financiers gravitaient autour de la ligue en tentant d'y entrer, tandis que ceux qui possédaient argent et ambition préféraient se diriger vers la Southern League. Bien que l'Isthmian League réussit à s'affirmer comme étant l'une des ligues amateurs les plus relevées, fournissant régulièrement des vainqueurs de FA Amateur Cup, elle fut toujours considérée comme étant d'un niveau inférieur en comparaison des Southern League et Northern Premier League, qui étaient alors les meilleures ligues régionales de football semi-professionnel.
La ligue accepta le professionnalisme durant les années 1970 mais refusa de participer à la création de l'Alliance Premier League en 1979. 2 clubs, Enfield et Dagenham, firent défection et partirent pour l'Alliance Premier League en 1981. En 1985, le comité du National League System (NLS) accorda un ticket de montée au champion d'Isthmian League pour la Football Conference. Depuis 1985, et la mise en place du système automatique de promotion, aucun club n'a conservé son titre deux années consécutives, alors que cela c'était passé à 22 reprises auparavant. Canvey Island disputa les séries éliminatoires trois saisons d'affilée, de 2000 à 2003, avant de remporter le championnat en 2004.
Le nom de la ligue est dérivé du mot « isthme », qui vient de la situation géographique de la plupart des clubs décrivant un isthme autour de  Londres.

## Éclatement du championnat
Le championnat s'agrandit au fil des années, passant de six clubs à sa première saison, à 14 clubs durant la saison 1921-22. Les 50 années suivantes furent marquées par un relatif immobilisme, seuls quelques clubs furent admis, principalement pour pallier des départs. Une seconde division de 16 clubs fut créée en 1973, et une troisième en 1977. Les trois championnats prirent pour nom : Premier Division, First Division et Second Division. La plupart des nouveaux clubs arrivèrent de l'Athenian League, qui était elle aussi une ligue de football amateur. 
L'Athenian League disparut en 1984 lorsque la Second Division fut scindée en deux, donnant naissance aux Second Division North et Second Division South. La ligue se composait alors de 4 divisions : Premier Division, First Division, Second Division North et Second Division South. Après restructuration, les Second Division North et South laissèrent leur place aux Second Division et Third Division en 1991.
En 2002, les First Division et Second Division furent remplacées par les Division One North et Division One South, la Third Division fut renommée Second Division. Les ligues classées à un niveau équivalent de la Second Division (Combined Counties League, Essex Senior League et Spartan South Midlands League) furent alors autorisées à envoyer leurs champions directement en First Division North ou en First Division South sans passer par la Second Division.
En 2004, la fédération anglaise de football redessine le haut de tableau du National League System et crée les divisions régionales Conference North et South. La Second Division est supprimée et l'Isthmian League voit ses frontières géographiques remodellées afin d'éviter tout chevauchement avec la Southern Football League. En 2006, les First Division North et First Division South sont remplacées par les Division One North et Division One South tandis que la Isthmian Football League Second Division est supprimée.

## Anecdote
Le Clapton Football Club est resté plus de cent ans au sein de l'Isthmian League, de 1905 jusqu'à 2006, il joue actuellement en Essex Senior League.